# Бамя
Бамя, наречена още баян (Abelmoschus esculentus), е едногодишно тревисто зеленчуково растение от семейство Слезови.

## Описание
Стеблото е просто или разклонено, често червеникаво. Средната му дължина е около 50 см, като има сортове с височина до 2 м. Листата са единични, прости, в основата на стъблото те са почти целокрайни, по средата – нарязани на 5 дяла, а към върха – дълбоко нарязани. Цветовете са звънчеобразни, едри, лимоненожълти, разположени поединично в пазвите на листата. Цветовете са правилни, двуполови, с двоен околоцветник, като бамята е факултативно (незадължително) самоопрашващо се растение. Чашката е с 8-10 линейни, рано опадващи, външни чашелистчета; венчелистчетата са пет, оцветени в бледожълто с тъмно винено-червени петолъчки на дъното. Плодът е многогнездна пирамидална или продълговата кутийка, която при някои сортове достига до 25 см дължина. При пълно узряване кутийката се пука по ръбовете и семената се изсипват. Семената на бамята са обли, приличащи на фиеви зрънца, с масленозелен до черен цвят и с тъмни фини чертички. Семената на бамята запазват кълняемостта си до 4 – 5 години. Абсолютното им тегло варира между 55 и 75 г.

## Разпространение
Познато е още от древността. Произхожда от Етиопия и Мала Азия. Отглежда се в субтропическите и тропическите страни. В България в ограничени количества в южните равнинни райони.

## Употреба
Бамята е култивиран вид. Младите плодове се използват за ястия, туршии и за сушене, а семената, съдържащи 20 % масло като сурогат на кафето. От изсушените стебла се правят въжени изделия. Най-разпространените български сортове са Лясковска бамя, Пловдивска бамя и Каваклийска бамя. Най-много се използва в арабската кухня.
Най-разпространените сортове бамя са два.
Каваклийска бамя, наречена е още дребна, черна. Растенията са високи до 2,20 м. Върху стъблото на бамята израстват 3 – 4 прибрани разклонения. То е покрито с остри зелено обагрени космици. Плодовете са къси.
Най-ранният местен сорт бамя. Продукцията се получава със 7 – 10 дни по-рано от другите сортове бамя. Плодовете се нижат и се сушат за консумация през зимата.
Лясковска бамя (Цариградска, Султане). Тя е най-разпространеният сорт в България. Стъблото е високо до 1,5 м и има средно 3 – 5 разклонения. Плодовете са тънки, дълги и заострени. Те са петръбести, светлозелени, покрити с космици, на върха леко са извити. В стопанска зрелост са тънки, дълги 4 – 5 см, нежни и крехки.
Средно ранен, високодобивен сорт бамя, предназначен за готвене и консервиране.

## Отглеждане
Бамята е една от най-топлолюбивите култури. Семената на бамята поникват при почвена температура над 15 °C. Бамята е взискателна и към влагата. При неполивни условия растенията остават дребни, дават незначителни добиви и лошокачествена продукция. При дълбоки и добре разработени почви за лични нужди може да се отглежда и при неполивни условия.
Бамята е много взискателна към почвата. Много добре се развива върху дълбоки влагоемни и плодородни черноземи и льосови почви. На тежки и студени почви с близка подпочвена вода дава ниски добиви. Добри резултати се получават на структурни почви, които редовно се торят с органични торове. По отношение на предшественика не е взискателна. Торенето на бамята с минерални торове и оборски тор осигурява получаването на високи и качествени добиви. През есента се внасят 3 – 4 тона оборски тор и 40 – 50 кг суперфосфат на декар. При леки почви се внасят и по 25 – 30 кг на декар калиев сулфат. Напролет се тори с около 20 – 30 кг амониев нитрат, половината от който се внася едновременно със сеитбата, а другата половина се внася при фазата масов цъфтеж.
Подготовката на почвата започва с дълбоката обработка, при която се внася оборският тор. Напролет поради късната сеитба са необходими и няколко обработки, а при нужда и плитка оран с брануване. Бамята се сее редово на разстояние 80/8-10 см през първата половина на май, когато обикновено започва да цъфти акацията и е достатъчно топло. Сеитбена норма е 1,5-2 кг на декар. В зависимост от времето семената на бамята поникват след 10 – 15 дни.
Борбата срещу плевелите се води чрез окопаване и плевене. През вегетацията бамята се окопава 2 – 3 пъти. Посевите редовно се поливат.
Беритбата на бамята се извършва ежедневно или през ден, тъй като плодовете бързо застаряват и загрубяват. Берат се младите и крехки плодове с дължина 4 – 5 см. Беритбата на бамята продължава до падането на сланите. Набраните плодове трябва да се консумират или консервират, защото при съхраняване загрубяват.